# NGC 1135
NGC 1135 è una vasta e lontana galassia a spirale situata nella costellazione dell'Orologio, a una distanza di circa 638 milioni di anni luce dalla nostra Via Lattea.

## Scoperta
La galassia è stata scoperta l'11 settembre 1835 dall'astronomo britannico John Herschel.

## Descrizione
NGC 1135 e NGC 1136 formano una coppia di galassie.
La maggior parte dei siti astronomici identifica NGC 1135 con PGC 10800 e NGC 1136 con PGC 10807. Tuttavia Seligman ritiene che la descrizione dei due oggetti fatta da John Herschel si riferisca in realtà alla stessa galassia e che questa sia da identificare con  PGC 10807.